# روابط خارجی موناکو
موناکو کشوری مستقل و پادشاهی است، که با معاهده ژوئیه ۱۹۱۸، که به‌طور رسمی در ماده ۴۳۶ پیمان ورسای ۱۹۱۹ ذکر شد، به فرانسه پیوند می‌خورد. سیاست خارجی موناکو یکی از مصادیق این توافق‌نامه است: فرانسه موافقت کرده‌است که از استقلال و حاکمیت موناکو دفاع کند، در حالی که دولت موناکو موافقت کرده‌است که از حقوق حاکمیت خود مطابق با منافع فرانسه استفاده کند و در عین حال استقلال کامل را حفظ کند. از آن زمان، روابط بین کشورهای حاکم فرانسه و موناکو در معاهده ۱۹۴۵ و توافق‌نامه ۱۹۶۳ بیشتر تعریف شده‌است.
موناکو گرچه عضوی از اتحادیه اروپا نیست، اما از طریق اتحادیه گمرکی با فرانسه و اتکا به یورو به عنوان واحد پول رسمی خود، ارتباط تنگاتنگی با نهاد اقتصادی اتحادیه اروپا دارد.
موناکو به‌طور فعال در سازمان ملل شرکت می‌کند، که در سال ۱۹۹۳ به آن پیوست. موناکو در ۴ اکتبر ۲۰۰۴ به شورای اروپا پیوست. موناکو همچنین عضو بسیاری از سازمان‌های بین‌المللی و بین دولتی، از جمله پلیس بین‌الملل، یونسکو و سازمان جهانی بهداشت است. دفتر مرکزی سازمان آب‌نگاری بین‌المللی در موناکو قرار دارد.

## روابط دوجانبه

روابط دیپلماتیک موناکو (از اوت ۲۰۱۹)